# 아오바도리역
아오바도리역(일본어: あおば通駅, あおばどおりえき 아오바도오리에키[*])은 일본 미야기현 센다이시 아오바구에 있는, 동일본 여객철도의 철도역이다.

## 역 구조
1면 2선 구조의 지하역이다.

### 승강장
| 1·2 | ■ 센세키 선 | 혼시오가마·마쓰시마카이간·다카기마치 방면 |

## 역세권 정보
센다이역 문서도 참조 바람.
- 아오바도리 거리

## 역사
- 2000년 3월 11일: 센세키 선 입체화(지하화)에 따라 영업 개시.
- 2002년 12월 15일: 자동 개찰 도입.
- 2003년 10월 26일: 스이카 도입.

## 인접역
| 동일본 여객철도 ■ 센세키 선 | 동일본 여객철도 ■ 센세키 선 | 동일본 여객철도 ■ 센세키 선 |
| --------------------------- | --------------------------- | --------------------------- |
| 시·종착역                   | ■ 쾌속 ■ 보통               | 센다이 다카기마치 방면      |